# Ekho Mountain
Ekho Mountain är ett berg i Antarktis. Det ligger i Östantarktis. Norge gör anspråk på området. Toppen på Ekho Mountain är 1 690 meter över havet, eller 391 meter över den omgivande terrängen. Bredden vid basen är 5,6 km.
Terrängen runt Ekho Mountain är platt åt nordväst, men åt sydost är den kuperad. Trakten är obefolkad. Det finns inga samhällen i närheten.